# アウト・ブルーズ
「アウト・ブルーズ」（Out Blues）は、日本のロックバンド、thee michelle gun elephantの9thシングル。1998年9月1日、日本コロムビアより発売。

## 解説
- 「G.W.D」に続く2か月連続リリース。
- この曲でシングル作品としては初めてオリコントップ10にランクインした。
- 「G.W.D」と同じくモノラル録音。
- 表題曲はこの後に発売されるアルバム「ギヤ・ブルーズ」に収録されなかったため、オリジナルアルバム未収録。後にベストアルバム「TMGE 106」に初収録された。
- メンバーのチバユウスケはこの楽曲のジャンルを『サイケデリック・ハイ・ブルーズ』と呼称している。

## 収録曲
1. アウト・ブルーズ OUT BLUES (4:18)
2. SODA PRESSING (2:26)
  - ボーイズ（The Boys）のカバー。

全作詞：チバユウスケ 作曲・編曲：thee michelle gun elephant